# The Wicker Man
The Wicker Man (literalment L'home de vímet) és una versió del 2006 de la pel·lícula britànica del 1973 anomenada també The Wicker Man. Està escrita i dirigida per Neil LaBute i protagonitzada per Nicolas Cage i Ellen Burstyn.

## Argument
Patrullant per una autopista de Califòrnia, l'agent de policia Edward Malus (Nicolas Cage) atura una roulotte. Poc després un camió descontrolat col·lideix brutalment amb el vehicle. L'Edward no aconsegueix salvar la mare i la filla, que moren en l'incendi causat pel xoc. Mesos després, una carta desesperada de la seva antiga promesa, Willow (Kate Beahan), que l'abandonà feia anys sense cap explicació, li informa que la seva filla, Rowan (Erika-Shaye Gair), ha desaparegut misteriosament, i l'Edward és l'única persona en qui ella confia per trobar la seva filla. La Willow li prega que viatgi on ella viu, una illa privada anomenada Summersisle. L'illa està habitada per una tenebrosa comunitat d'una secta pagana matriarcal, basada en tradicions arcanes i un festival pagà conegut com 'El dia de la Mort i Resurrecció'. La població ridiculitza l'Edward i la seva missió, insistint que mai no ha existit cap nena anomenada Rowan, o que si mai va existir, ja no es troba entre els vius. L'Edward es veu doncs immers en una teranyina de ritus primitius i traïcions mortals.

## Repartiment
- Nicolas Cage
- Ellen Burstyn
- Kate Beahan
- Leelee Sobieski
- Frances Conroy
- Molly Parker
- Diane Delano
- Mary Black
- Erika-Shaye Gair
- Aaron Eckhart
- George Murphy
- Michael Wiseman
- James Franco
- Jason Ritter